# Hylaeamys perenensis
Hylaeamys perenensis är en gnagare i familjen hamsterartade gnagare som förekommer i Sydamerika. Tidigare ingick arten i släktet risråttor (Oryzomys). Populationen betraktades en tid som västlig variant av Hylaeamys megacephalus men Hylaeamys perenensis är större och avviker i detaljer av kraniets konstruktion.
Arten når en kroppslängd (huvud och bål) av 8 till 17 cm och en svanslängd av 9,5 till 15,5 cm. På ovansidan förekommer ljusbrun, ockra, mörkbrun eller rödbrun päls och undersidan är täckt av gråaktig päls. På bakfötternas ovansida är håren ljusgråa eller vita. Svansen har en enhetlig färg eller undersidan är lite ljusare.
Hylaeamys perenensis hittas vid Andernas östra sluttningar och i västra Amazonområdet från södra Colombia över östra Ecuador, östra Peru och nordvästra Brasilien till norra Bolivia. Habitatet varierar men gnagaren föredrar områden nära vattendrag. Den vistas i regioner som ligger 60 till 1000 meter över havet.
Individerna är nattaktiva och de går främst på marken. När honan inte är brunstig lever varje exemplar ensam. Födan utgörs av frön, frukter och insekter. Honor med två till fem ungar dokumenterades.
Arten är inte sällsynt och i utbredningsområdet förekommer flera skyddszoner. IUCN listar Hylaeamys perenensis som livskraftig (LC).